# Sciara minuscula
Espèce
Sciara minuscula est une espèce fossile d'insectes diptères de la famille des Sciaridae.

## Classification
L'espèce Sciara minuscula est décrite en 1937 par le paléontologue français Nicolas Théobald (1903-1981) dans sa thèse,.

### Une collection de l'Oligocène supérieur des Bouches-du-Rhône
L'holotype est un échantillon M1 des collections de l'Institut géologique de Marseille provenant du gypse d'Aix-en-Provence et conservé au Muséum d'histoire naturelle de Marseille. Cet échantillon est de l'étage Oligocène supérieur ou Chattien, d'il y a 28 à 23,03 Ma,

### Étymologie
L'épithète spécifique latine minuscula signifie « minuscule ».

### Espèce homonyme
Attention, Paleobiology Database en 2023, signale un deuxième taxon de même nom, Sciara minuscula Statz, 1944, dont l'holotype vient de la collection Statz et de la localité de Rott en Allemagne et de l'étage de l'étage Oligocène supérieur ou Chattien, d'il y a 28 à 23,03 Ma.

## Description

### Caractères
Diagnose de Nicolas Théobald en 1937, : 

« Insecte de petite taille, teinte brun noirâtre. Tête petite, plus large que longue ; restes des deux antennes formées d'articles cylindriques, courts, sans poils ; yeux composés à facettes encore visibles. Thorax ovale. Abdomen subconique, sept segments, le dernier portant deux petits renflements. Pattes finement velues, fémurs peu renflés ; tibias grêles, cylindriques, Ier article du tarse plus long que les autres. Balanciers à longue tige ; aile dépassant l'abdomen ; C avec microtriches ; Sc courte ; R se terminant au milieu du bord antérieur ; Rs fortement tendu, se terminant au milieu du bord antérieur ; Rs fortement tendu, se terminant un peu avant le sommet : les autres nervures manquent. ».

### Dimensions
La longueur totale est de 2,2 mm ; la longueur des ailes est de 1,8 mm.

### Affinités
« L'échantillon ne peut appartenir aux Cécidomyidés, ainsi que le voudrait une annotation de F. Meunier. On voit très nettement la branche transversale courte par laquelle Rs prend naissance sur R vers le milieu du bord antérieur de l'aile ; cette nervure est orthogonale. On ne voit pas non plus de microtriches entre les nervures, ni de poils sur les antennes. Par contre l'échantillon présente les caractères du genre Sciara.
Le g. Sciara a été mentionné par Saporta, S. troglodytes, S. minutula dans Recherches Climatol., 1861, p. 153. Ces deux espèces ne sont pas accompagnées de figure ; elles s'identifient probablement avec les formes précédentes. ».

## Biologie
« Ce genre est actuellement répandu dans le monde entier.
Les larves des Sciara se développent dans les végétaux en décomposition, quelques-unes dans les bouses de vache. ».

## Galerie
- Espèces sœurs vivantes du genre Sciara.
- Sciara.analis.
- Sciara hemerobioides.
- Sciara hemerobioides - aile.
- Sciara humeralis.
- Sciara militaris.

### Publication originale
- [1937] Nicolas Théobald, « Les insectes fossiles des terrains oligocènes de France 473 p., 17 fig., 7 cartes,13 tables, 29 planches hors texte », Bulletin Mensuel de la Société des Sciences de Nancy et Mémoires de la Société des sciences de Nancy, Imprimerie G. Thomas,‎ 1937, p. 1-473 (ISSN 1155-1119 et 2263-6439, OCLC 786027547). .